# Dysdera sagartia
Dysdera sagartia (лат.) — вид аранеоморфных пауков из семейства Dysderidae.
Обнаружен в Иране. Название происходит от названия древнего племени, обитавшего на Иранском плоскогорье, где найдена типовая серия.

## Описание
Мелкий паук. Общая длина голотипа самца 8,38 мм. Карапакс 4,29 мм в длину и 3,17 в ширину (у самки — 11,7 мм, 3,85 мм и 2,91 мм, соответственно). Диаметры глаз: передние AME 0,18 мм, заднесрединные PME 0,15 мм, заднебоковые PLE 0,15 мм (у самки — 0,16; 0,14; 0,12). Карапакс, стернум, хелицеры, лабиум и максиллы красноватые. Ноги желтовато-оранжевые. Брюшко кремового цвета, без рисунка. Паутинные железы равномерно кремового цвета. Самец этого вида отличается от самцов других видов своей группы, встречающихся в Иране, сильной дорсальной насечкой между тегулумом и псемболусом и задним апофизом, изогнутым под прямым углом (против отсутствия или небольшой насечки, и заднего апофиза, не изогнутого под прямым углом); наиболее похожим видом является D. mikhailovi Fomichev & Marusik, 2021 из Таджикистана, от которого новый вид отличается наличием дорсальной выемки между тегулумом и псемболусом, параллельными дорсальными сторонами тегулума и псемболуса (против наклона дорсального края псемболуса) и меньшим ретролатеральным гребнем, изогнутым на дистальной 1/3 псемболуса (против большего и изогнутого в средней части). Самка D. sagartia отличается от сородичей, встречающихся в Иране, дугообразным передним краем рецептакла в сочетании с отсутствием передних углов (против видов с дугообразной формой рецептакла с передними углами), а также почти полукруглой спинной дугой (против трапециевидной). Включён в состав видовой группы Dysdera aculeata, для которой характерен удлинённый и шестиугольный карапакс, псемболус длиннее тегулума, с передним (= срединным) гребнем и заострённой вершиной. Расстояние между задними боковыми и срединными глазами (PLE и PME) менее половины их диаметра.

## Распространение
Северный Иран, провинция Тегеран.